# Gao Shun
Gao Shun (... – 198) è stato un generale cinese noto per il suo eccezionale coraggio e vigore in battaglia.
Durante l'ultimo periodo della Dinastia Han, Gao Shun servì sotto Lü Bu e divenne famoso come il suo più abile comandante. Fu ricordato per la conquista di Xiaopei e la seguente vittoria sulle rilevanti forze condotte da Xiahou Dun, un eminente generale al servizio di Cáo Cāo. Nello stesso anno, successivamente, Cao Cao condusse personalmente un assedio alla città base di Lü Bu Xiapi e trionfò. Gao Shun venne giustiziato accanto al suo signore Lü Bu.

## Vita
Secondo le annotazioni di Pei Songzhi, Gao Shun era un uomo d'onore, autoritario e di poche parole. Grande generale, addestrava molto bene le sue truppe. Gao Shun era una persona pura e senza macchia: molto severo con se stesso, non beveva vino, non faceva o accettava regali impropri.
Secondo il Registro degli eroi (英雄記) di Wang Can: Gao Shun aveva solo 700 uomini al suo comando, erano ben equipaggiati e disciplinati. Ovunque il suo battaglione combattesse, era sempre capace di irrompere nella formazione nemica e di combattere completamente circondato dai nemici.
Zang Ba, capo dei banditi del Monte Tai, attaccò e sconfisse il Cancelliere di Langye, Xiao Jian, presso Ju. Catturò il tesoro e gli approvvigionamenti di Xiao Jian e promise di donarli a Lü Bu. Quando omise di farlo, tuttavia, Lü Bu andò a chiedere i beni di persona. Gao Shun obiettò: "La tua autorità e la tua reputazione sono conosciuti e rispettati ovunque. Come puoi chiedere qualcosa e non ottenerla? Stai andando di persona a elemosinare un dono. Se per qualche ragione non avrai successo, sicuramente perderai la faccia." Lü Bu non acconsentì.
Una notte del 198 un suddito di Lü Bu chiamato Hao Meng si ribellò. Hao Meng ordinò alle sue truppe di circondare la casa del governo di Xiapi, dove Lü Bu risiedeva. Lü Bu, sorpreso, fu costretto a fuggire saltando il muro del bagno e riparò al campo di Gao Shun, il quale poi comandò una forza per sedare la ribellione. Il mattino successivo Hao Meng e le sue truppe furono costretti alla ritirata nel loro campo. Cao Xing, un subordinato di Hao Meng, ebbe un severo contrasto con il suo superiore e ne seguì un duello. Cao Xing fu ferito nel combattimento ma tagliò un braccio a Hao Meng, Gao Shun arrivò in quel preciso istante e finì Hao Meng.
Sebbene Lü Bu sapesse che Gao Shun era molto leale, i suoi consigli non erano sempre benaccetti. Lü Bu si fidava di Gao Shun perfino di meno dopo l'episodio di Hao Meng. Tolse a Gao Shun il suo incarico e riassegnò le sue truppe a Wei Xu. Ogni volta che c'erano da combattere battaglie, tuttavia, Gao Shun veniva reintegrato al comando. A dispetto del trattamento ricevuto rimase sempre leale e non portò mai astio nei confronti del suo signore.
Lü Bu, che prendeva decisioni frettolose, e le cui azioni erano raramente coerenti, spesso subiva le rimostranze di Gao Shun, "Quando inizi qualcosa, non pensi mai ai dettagli. Ogni volta che c'è una scelta tra la via del successo o la possibilità del fallimento, tu prendi sempre la decisione sbagliata!". Lü Bu apprezzava la lealtà di Gao Shun, ma non riusciva a seguire i suoi consigli.
Nello stesso anno, Lü Bu si sentiva minacciato dalla presenza di Liu Bei e mandò Gao Shun ad attaccare Xiaopei. Cao Cao allora mandò il suo fidato generale Xiahou Dun per recuperare Xiaopei, ma Xiahou Dun venne sconfitto da Gao Shun. Alla fine, Liu Bei dovette abbandonare la città e trovare rifugio presso Cao Cao. Nell'inverno del 198, Cao Cao e Liu Bei furono alleati nella Battaglia di Xiapi, e quando la città finalmente capitolò, Gao Shun venne catturato con Lü Bu. Senza mostrare il minimo segno di paura e senza nessuna resistenza, Gao Shun vide quindi Cao Cao portare la sua attenzione su di lui, venne circondato dalle guardie e lo portarono a spintoni di fronte a Cao Cao, che gli chiese: "Qualcosa da dire?". Non desiderando entrare a fare parte dell'esercito di Cao Cao, Gao Shun rimase in silenzio e accettò il suo destino. Cao Cao lo fece giustiziare assieme a Chen Gong.
Le teste di Lü Bu, Chen Gong, Gao Shun ed altri vennero mandate a Xuchang e successivamente seppellite.

## Gao Shun nelRomanzo dei Tre Regni
Il Romanzo dei Tre Regni, un romanzo storico del XIV secolo scritto da Luo Guanzhong, era la versione romanzata degli eventi che accaddero prima e durante l'era dei Tre Regni. Nel Capitolo 18, è scritto che Gao Shun fu visto duellare con Xiahou Dun durante un incontro fuori da Xiaopei.
Dopo circa quaranta o cinquanta attacchi, Gao Shun venne sconfitto e costretto a ritirarsi. Xiahou Dun spinse in avanti la sua cavalcatura e inseguì Gao Shun in profondità tra i ranghi nemici. Allora Cao Xing, un suddito di Gao Shun, che di nascosto teneva sotto mira con una freccia Xiahou Dun, scoccò il colpo. La freccia colpì il bersaglio dritto nell'occhio sinistro. Con un grido Xiahou Dun estrasse la freccia dal proprio occhio assieme all'occhio stesso, e lo inghiottì.
Con la propria lancia, tenuta saldamente, Xiahou Dun arrivò poi direttamente davanti a Cao Xing. Senza tempo per reagire, Cao Xing venne trafitto alla faccia e morì sotto il cavallo del suo nemico. Gao Shun allora si voltò e radunò le sue truppe in avanti per sconfiggere Xiahou Dun.